# المظل (القفر)

تعديل مصدري - تعديل

المظل هي إحدى قرى عزلة بني مبارز بمديرية القفر التابعة لمحافظة إب، بلغ تعداد سكانها 1222 نسمة حسب تعداد اليمن لعام 2004.